# Ilse Hollweg
Ilse Hollweg (* 23. Februar 1922 in Weyer (heute ein Stadtteil von Solingen); † 9. Februar 1990 in Solingen) war eine deutsche Opernsängerin (Koloratursopran).

## Leben
Hollweg erhielt ihre gesangliche Ausbildung an der Musikhochschule Köln bei Gertrude Förstel. Ihr Debüt gab Ilse Hollweg 1943 in Saarbrücken am dortigen Staatstheater. 1946 wurde sie 1. Koloratursopranistin am Opernhaus Düsseldorf. 1951 bis 1952 trat sie in Berlin und Hamburg auf, 1952 sang sie an der Wiener Staatsoper. Als Liedsängerin trat Ilse Hollweg gemeinsam mit dem Pianisten Sebastian Peschko auf.
1950 und erneut 1954 hatte sie großen Erfolg bei den Festspielen von Glyndebourne als Zerbinetta in Ariadne auf Naxos. Von 1955 bis 1970 gehörte sie zum Ensemble der Deutschen Oper am Rhein in Düsseldorf-Duisburg. Weitere Auftritte gab sie bei den Salzburger Festspielen und den Festspielen von Bayreuth, wo sie die „Stimme des Waldvogels“ in Siegfried übernahm. Als Gast wirkte sie an allen großen deutschen Opernhäusern, dazu auch an der Mailänder Scala und am Royal Opera House in London. In späteren Jahren war Kammersängerin Ilse Hollweg vorwiegend als Gesangslehrerin an der Alanus Hochschule für Kunst und Gesellschaft tätig.